# Umberto Mandelli
Umberto Mandelli (Piacenza, 1940 – Piacenza, 2015) è stato un imprenditore e inventore italiano.

## Biografia
Figlio di Renato Mandelli, fratello di Sante Mandelli e Giancarlo Mandelli, ha avuto quattro figli. Impegnato nello sviluppo della meccatronica piacentina, si adoperò per unire le tecniche della tradizionale meccanica alla intelligenza artificiale dei computer e dei robot.

Umberto Mandelli

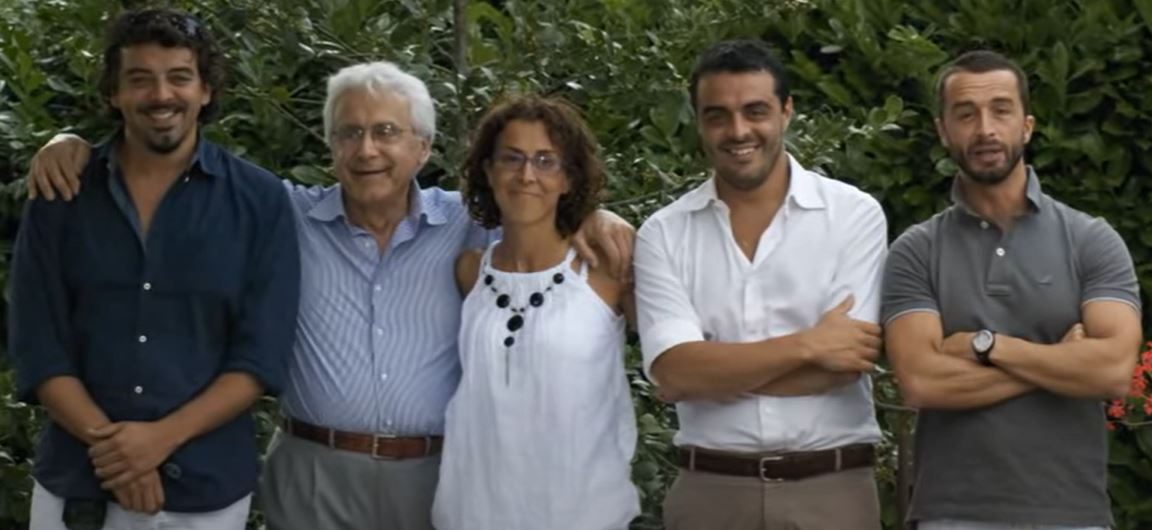
Umberto Mandelli, insieme ai suoi tre figli e la figlia

Nel 1960 il padre lo associa insieme ai fratelli Sante e Giancarlo alla conduzione della società Mandelli Sistemi; il fratello Giancarlo prende la carica di presidente, mentre lui si dedica ai prodotti e alla loro innovazione, portando sul mercato i primi esemplari di macchine a controllo numerico e sistemi flessibili di produzione. Ha ideato negli anni '70 modelli di macchine utensili, tra cui la Positiv, la Medal e la Thema, prodotti e distribuiti in tutto il mondo. Ha sfruttato l'dea di usare i tre assi lineari in movimento da una parte e il pezzo in lavorazione dall’altra.

## Procedimenti giudiziari
Nel 1993, a causa della grave crisi che colpì la Mandelli Sistemi e che mise seriamente in forse la sopravvivenza dell'impresa fondata nel 1932 dal nonno Renato, Umberto viene accusato di bancarotta fraudolenta, per aver distratto od occultato «una somma non inferiore a 53 miliardi di lire» per l'acquisizione di una delle controllate. Viene costretto quindi a lasciare i vertici dell'azienda e iniziare l'iter processuale per difendersi dalle accuse rivolte nei suoi confronti.i. Questa scia di accuse e i conseguenti procedimenti giudiziari sono contestuali all’onda giudiziaria sull’imprenditoria italiana nota come Mani Pulite.
La prima sentenza arriva il 26 febbraio 2004, con la condanna di Umberto e Sante a quattro anni di reclusione per bancarotta fraudolenta, poi aumentati il 12 giugno 2008 a quattro anni e sei mesi dalla Corte di appello di Bologna, e confermate nel novembre 2008 dalla Corte di cassazione, che di fatto respinge il ricorso dei due fratelli.
Il 10 agosto 2009 i due, Umberto e Sante Mandelli, decidono di fare ricorso alla Corte Europea dei Diritti dell’Uomo di Strasburgo contro lo Stato Italiano, per mancanza di equità del procedimento penale appena conclusosi. 
Nel luglio del 2015, Umberto muore nella sua abitazione per un improvviso aneurisma.